# 野山獄
野山獄（のやまごく）は、江戸時代に長州藩によって萩に設けられた獄屋敷である。

## 概要
長州藩には士分（武士階級）の者を収容する上牢である野山獄と、士分以外の者を収容する下牢である岩倉獄が設けられた。
長州藩の大組藩士であった野山六右衛門の屋敷と、同じく大組藩士であった岩倉孫兵衛の屋敷は道路を隔てて向かい合わせであった。正保2年（1645年）9月17日の夜、岩倉孫兵衛が酒に酔って野山六右衛門の屋敷に押し入り、家族を殺傷する事件を起こした。この時、岩倉孫兵衛は野山宅に幽閉され、のちに斬首の刑に処された。しかし、喧嘩両成敗により両家は取りつぶしとなり、屋敷が没収され、後に屋敷跡は牢獄に建て替えられた。
切り込まれた野山家側に非はないとして、野山獄は上牢とされた。12室の独房が6室ずつ向かい合わせの構造で、検視小屋や刑場も設けられた。幕末には吉田松陰が収容され、獄内で教育活動を行ったほか、高杉晋作など正義派の志士、正義派と対立した俗論党の椋梨藤太などが収容されていた。また、両派の関係者が処刑されたことでも知られる。
現在は史跡として整備され、記念碑が建てられている。

## 萩古実未定之覚
享保の頃に烏田智庵が長門萩の地歴を詳細に記した記録として『萩古実未定之覚』が残されている。写本として伝わっていたものを村田春信が家蔵の旧本から明治24年に刊行した。この中に野山獄の由来が以下のように紹介されている（P.11）。
上牢ハ野山屋敷下牢ハ岩倉屋敷と云是は岩倉孫兵衛と云人狂乱にて野山清右衛門宅へ切入手負死人数多有之両家没収せり其後此屋敷を獄屋に被仰付なり下牢の内に杉崎牢と云あり誤まりて大サキ牢と云也関白様御家頼の杉崎某と云者を御当家へ御頼にて御預け置被成候是にて死す其後其名を称せり（割注:野山へ岩倉切込の時女中客奥平氏の婦乳子共に夜咄にて色々事有此時木梨平右衛門先祖武功御褒美儀有之）